# Plagiostachys rolfei
Plagiostachys rolfei är en enhjärtbladig växtart som först beskrevs av Karl Moritz Schumann, och fick sitt nu gällande namn av Henry Nicholas Ridley. Plagiostachys rolfei ingår i släktet Plagiostachys och familjen Zingiberaceae. Inga underarter finns listade i Catalogue of Life.